# Dienstalterslisten der SS

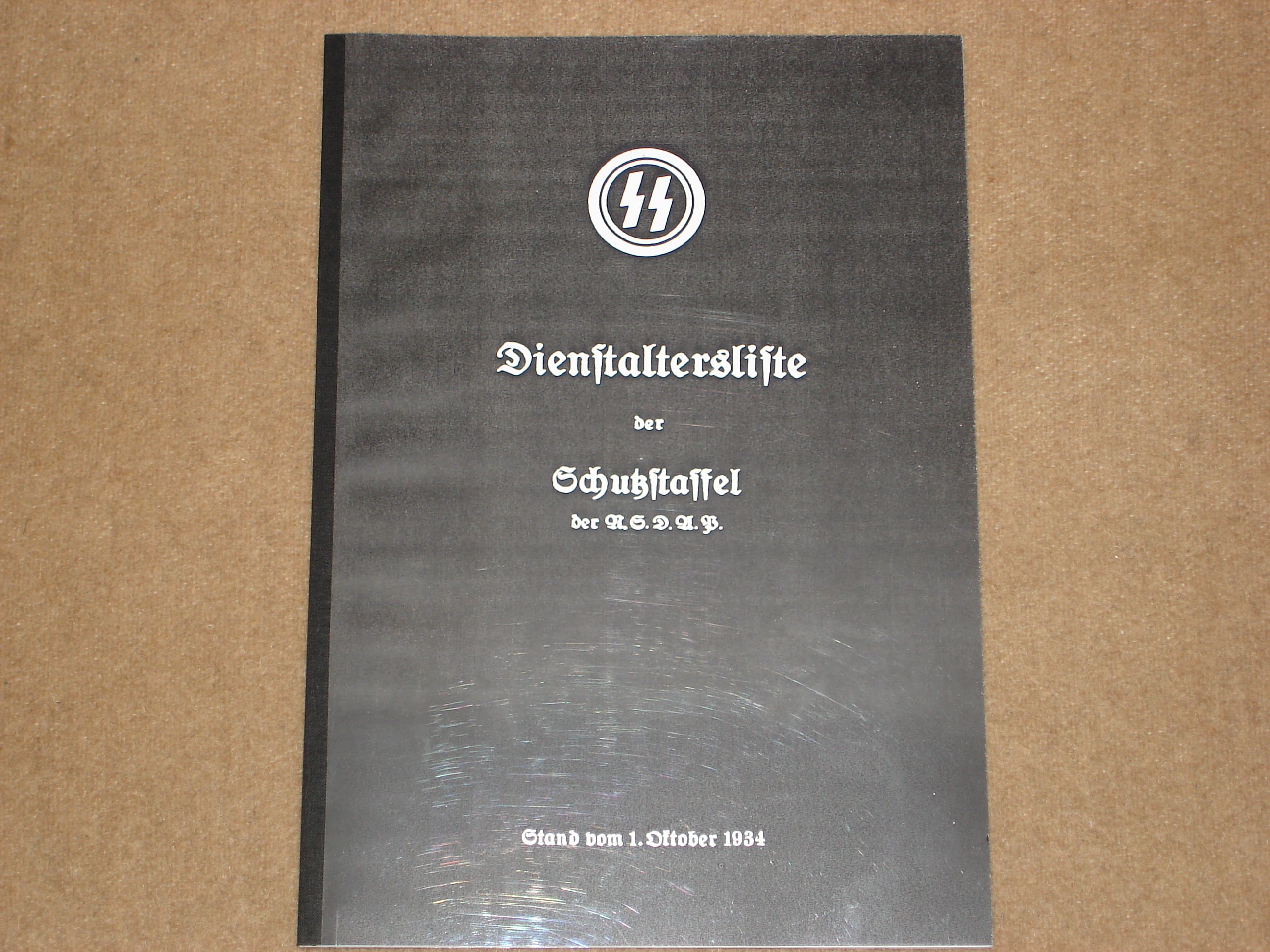
Voorzijde van de SS-DAL van 1934 (herdruk)

SS-Dienstalterslisten (SS-DAL; DAL der SS) was tussen 1934 en 1938 en tussen 1942 en 1944 een jaarlijks verschijnend drukwerk. Het gaf een actueel overzicht van het personeelsbestand van het officierenkorps van de nationaalsocialistische Schutzstaffel. Het kwam ongeveer overeen met de officierslijsten van de Wehrmacht en de politie.

## Voorbereidende maatregelen voor publicatie
In de aanloop naar het drukken van de eerste SS-DAL stuurde de Reichsführung-SS de zogenaamde Führer-Fragenbögen (vrije vertaling: Leiders-vragenlijst) naar de regionale SS-Führer (“SS-Oberführer”), die deze binnen hun eigen gebied, en ook verder naar beneden delegeerden. Na de oprichting van de Oberabschnitte was het de verantwoordelijkheid van de SS-Führer (commandant) van de Oberabschnitte om informatie te verzamelen. Later werden de Führer-Fragebogen (Leiders-vragenlijst) als bijlage aan de SS-DAL toegevoegd, maar er bestond ook de mogelijkheid voor de betrokken SS-Führer om de bestelkaarten voor de Fragenbögen (vragenlijst) op te vragen bij de Reichsführung SS/Personalamt.
Elke SS-officier was verplicht de Führer-Fragebögen (Leiders-vragenlijst) naar beste weten en overtuiging in te vullen, of zijn persoonlijke gegevens later bij te werken. Naast de privé werd onder meer naar de militaire loopbaan bevraagd. Zo moesten alle SS-officieren alle militaire, staats- en veldmedailles rapporteren, maar ook alle partij- en organisatieonderscheidingen die ze hadden ontvangen. De SS-DAL was bedoeld om de SS-afdelingen te dienen als lokaal naslagwerk voor hun officierskorps, aangezien zij geen toegang hadden tot de SS-stamlijsten of de SS-stamkaarten van hun leden of leiders, en het was een moeizaam proces om deze op te vragen bij het SS-Personalhauptamt indien nodig.
De praktijk leerde echter dat niet alle SS'ers zich aan de voorschriften hielden. Zoals Josef Dietrich, die zijn SS-DAL-invoer niet liet corrigeren zodat hij al op 1 juni 1928 de rang van SS-Sturmführer (tweede luitenant) had. Daarom begon zijn SS-DAL-aanstelling tussen 1934 en 1938 met zijn bevorderingsdatum als SS-Standartenführer (18 november 1929). Bovendien moest de huidige officiële functie van de SS-officier worden gespecificeerd.

## Rangen
De rang van SS-Oberst-Gruppenführer werd in de laatste SS-DAL vermeld, en ontbrak in de vooroorlogse edities. Aangezien deze pas op 7 april 1942 door Adolf Hitler werd goedgekeurd, en voor het eerst werd toegekend op zijn verjaardag (20 april). Deze rang werd slechts vier keer toegekend: Franz Xaver Schwarz (SS-Oberst-Gruppenführer der Allgemeinen SS), Josef Dietrich (Panzer-Generaloberst der Waffen-SS), Kurt Daluege (SS-Oberst-Gruppenführer der Ordnungspolizei) en Paul Hausser (SS-Oberst-Gruppenführer der Waffen-SS).
In de eerste SS-DAL werden voor het eerst de rangen SS-Brigade, SS-Obersturmbann en SS-Obersturmführer vermeld, die voor het eerst werden toegekend in mei 1933.
Al in september 1931 werd de rang SS-Sturmhauptführer geïntroduceerd in de Schutzstaffel, terwijl tegelijkertijd de oude SS-rang Staffelführer werd gewijzigd in SS-Standartenführer.
In oktober 1935 werden de rangen van SS-Sturmhauptführer en SS-Sturmführer hernoemd in SS-Hauptsturm- en SS-Untersturmführer.

## Kroniek
Begin 1934 gaf de Reichsführer Heinrich Himmler het personeelskanselarij in het SS-ambt (het latere Hauptamt), de opdracht een "Dienstaltersliste der Schutzstaffel der N.S.D.A.P" samen te stellen en te publiceren. Als SS-"officierenlijst" was dit bedoeld om te dienen als tegenhanger van de Dienstalterslisten der Polizei of de Wehrmacht. Eind 1934 werd de eerste in zijn soort, met de stand van 1 oktober gepubliceerd. In boekvorm bevatte het alle namen, geboortedata, huidige officiële functies en rangen, eretitels en onderscheidingen (van politieke en militaire aard) van het SS-officierskorps van dat jaar. Hieronder was de Allgemeine SS, de SS-Verfügungstruppe, en de Sicherheitsdienst Reichsführer SS. De namen waren - indien beschikbaar - SS-nr. en het partijnummer van de NSDAP die toegewezen was. Door een bijzonder kenmerk werd in de  SS-DAL's de Alte Kämpfer (Oude Strijder) aangeduid.
In de edities van 1934 en 1935 werden in de Dienstalterslisten ook de SS-leiders met een ererang in de staven van de Reichsführung-SS, Oberanschnitte, Abschnitte, Standarten en de Sturmbanne, de zogenaamde SS-Ehren- und Rangführer, zoals zogenaamde toegewezen SS-leiders.
Uiterlijk in 1937 schafte Himmler de Ehren- und Rangführerschaften af. De nieuwe Ehrenführer waren in de SS verplicht, na hun "Ehrendienststellung" (vrije vertaling: erefunctie) binnen zeven werkdagen een "Aufnahme- und Verpflichtungsschein" (vrije vertaling: opname- en verplichtingscertificaat) in te dienen, die ze met het toegewezen SS-nummer tot officieel lid van de SS maakte. Hierna moesten ze als gewone SS-leden de eed op Hitler afleggen. En werd als "beim Stab RFSS" (vrije vertaling: bij de staf-RFSS) gepubliceerd in de SS-DAL.
Vanaf 1936 werden ook politieagenten in de Dienstalterslisten opgenomen, zodra ze door een Dienstgradangleichung (vrije vertaling: rangsgelijktrekking) een SS-rang hadden bereikt. Tot de laatste vooroorlogse editie (1938) vermeldden de DAL's ook of de betrokken SS-officier lid was van de Lebensborn vereniging of al ouder dan 50 jaar was. In de oorlogsedities van de SS-DAL ontbrak deze informatie, omdat ze zich uiteindelijk alleen richtten op de essentie. In 1939 werd geen SS-DAL uitgegeven, alleen een correctieblad op de Dienstaltersliste uit 1938 werd gepubliceerd.
Begin 1942 verscheen de eerste oorlogseditie van een SS-DAL, die de stand van zaken van 30 januari 1942 weergaf. En die werd even later vervangen door een actuele versie die de stand van zaken van 20 april 1942 weergaf. In de oorlogsedities werd alleen de actuele SS-ranglijst vermeld, en er werd vermeld welke "Führergrad" de SS-Führers in de politie en de Wehrmacht hadden behaald, en de fulltime leiders van de Generale SS werden geïdentificeerd. De "Verdienstelijke" SS-leiders van de Allgemeinen SS kregen een bijzondere uniformrecht, op voorwaarde dat ze werden ingezet in de Waffen-SS. Een persoon zoals Leo von Jena gerechtigd was de rangonderscheidingstekens en titel in de Allgemeine-SS bereikte rang ook in de bijvoorbeeld de Waffen-SS te voeren, ofschoon hij die rang in de regel nog niet bereikt had. In 1944 werd hij daar vermeld als Gruppenführer (in de Allgemeine SS) met het uniform van een Generalleutnant in de Waffen-SS.
Voor de stand van zaken op 1 juli 1944 gaf het SS-Personalhauptamt een onafhankelijke "Dienstaltersliste der Waffen-SS" specifiek voor de Waffen-SS uit, die varieerde van SS-Obergruppenführer tot SS-Hauptsturmführer. Het echte belang ervan ligt in het feit dat het slechts als een enkel exemplaar werd geproduceerd voor Maximilian von Herff, en nooit officieel werd gedrukt. Deze Dienstaltersliste omvat ook het SS-officierskorps  van Amtsgruppe D, dat heette het "SS-Führer in de K.L.-dienst".
In 1944 werd de laatste SS-DAL als tweedelig naslagwerk gepubliceerd. Deel I werd gepubliceerd met de status van 1 oktober 1944, en vermeldde de ranggroepen van Obersturmbannführer tot Sturmbannführer. Deel II werd gepubliceerd met de status van 9 november 1944, en omvatte de ranggroepen van Oberst-Gruppenführer  tot Standartenführer. Tegen de jaarwisseling 1944/45 werden enkele aanvullingen aangebracht in de dienstlijsten van de SS, die op 30 januari 1945 werden gepubliceerd in het Personalveränderungsblatt der SS (11e jaargang, nr. 1 a) .

## Samenstelling
De SS-DAL waren naar rang gerangschikt, en gerangschikt in aflopende volgorde volgens de respectieve bevorderingsdata. Het hogere korpsleiding begon met Heinrich Himmler als Reichsführer-SS, die werd gevolgd door de SS-Oberst- en SS-Obergruppenführer evenals de SS-Brigadeführer.
De ondergeschikte aan deze was het middelste korpsleiding met SS-Ober- en SS-Standartenführer, SS-Obersturmbann- en SS-Sturmbannführer.
Het lagere SS-korpsleiding werd gevormd door de SS-Hauptsturm-, SS-Obersturm- en SS-Untersturmführers.
SS-leden met dezelfde rang werden gerangschikt volgens hun anciënniteit, te beginnen met het lid van de ranggroep die de respectieve rang het langst had bekleed en eindigend met de persoon die deze het laatst had ontvangen.
De dienstlijsten waren doorlopend en genummerd over alle ranggroepen. De eerste SS-DAL van 1934 omvatte 3118 mensen van de Reichsführer-SS tot de Sturmführer. De laatste officiële SS-DAL bestond uit 1362 mensen van de Reichsführer-SS tot de Standartenführer.

## Vermelde onderscheidingen, medailles en functies
Als onderscheidingen golden het Gouden Ereteken van de NSDAP, het Sportinsigne van de SA in brons, zilver en goud, het Coburg-insigne of het zogenaamde Bloedorde. Maar ook de Ehrendegen des Reichsführers-SS of de SS-Ehrenring werden daar als "onderscheidingen" vermeld. In de SS-Dienstaltersliste werden verder ook "in het slagveld verdiende"  keizerlijke- en staatsmedailles, waar de gedecoreerde tussen 1914 en 1918 mee was onderscheiden werden vermeld. In deze categorie viel het IJzeren Kruis 1914, Eerste en Tweede Klasse (1914-1918), het IJzeren Kruis met een wit lint, de Orde Pour le Mérite, verschillende staatsonderscheidingen zoals het Gouden Kruis voor Militaire Verdienste, het Gewondeninsigne 1918 in zwart, zilver en goud, het Rijksinsigne voor Sport in brons, zilver, goud, het certificaat van levenslange sportongeschiktheid en zware oorlogsinvaliditeit. Ook werd het herinnerings- en traditionele insigne het Erekruis voor Frontstrijders in de Wereldoorlog ook in deze lijst opgenomen.
Tussen 1939 en 1942 werden de volgende "onderscheidingen" ook gedocumenteerd in de SS-Dienstaltersliste: Eikenloof voor het Ridderkruis voor het IJzeren Kruis, Ridderkruis van het IJzeren Kruis, IJzeren Kruis 1939 1e en 2e Klasse (1939-1945), Herhalingsgesp bij IJzeren Kruis 1939 1e Klasse (1914-1918) (1939), Herhalingsgesp bij IJzeren Kruis 1939, 2e Klasse (1914-1918) (1939), Kruis voor Oorlogsverdienste, 1e Klasse met Zwaarden, Kruis voor Oorlogsverdienste , 2e Klasse met Zwaarden, Kruis voor Oorlogsverdienste, 1e Klasse zonder zwaarden, Kruis voor Oorlogsverdienste, 2e Klasse zonder zwaarden, andere "onderscheidingen verdiend in het slagveld", Gewondeninsigne 1939 in alle drie de klasse (1939). Vanaf 1942 werden de "onderscheidingen" het Duits Kruis en Grootkruis toegevoegd.
In alle Dienstalterslisten werd ook aangegeven of de betreffende SS-Führer ook de functie van een rijksleider of gouwleider bekleedde. Er werd ook geregistreerd of het SS-lid een rijksminister, lid van de Raad van State, Eerste president, hoofdcommissaris, rijksstadhouder, staatssecretaris, regeringspresident, landshoofdman of zelfs een lid van de Rijksdag was. Sinds de uitgave van 30 januari 1940 is in de Dienstalterslisten ook opgenomen welke "Führerdienstgrad" bij de Wehrmacht of bij de politie werd bekleed.

## De SS-Dienstalterslisten in detail
Tabel met de SS-Dienstalterslisten
| Verschijningsjaar | Rangen                                        | Aantekeningen |
| ----------------- | --------------------------------------------- | --- |
| 1 oktober 1934    | SS-Obergruppenführer tot SS-Sturmführer       | Dienstaltersliste, die het gehele SS-officierskorps omvatte; papierformaat: Din A4. Hoewel Himmler in deze uitgave de titel "Reichsführer-SS" draagt, werd deze term daar niet als SS-rang gebruikt. Alle bevorderingen (voor zover deze waren gemeld en vermeld waren in de SS-Stammrolle) en de huidige "Dienststellung" (functie) werden in deze lijst vermeld. Op 1 november 1925 trad Rudolf Hess in dienst van de SS met SS-nr.:50 en werd op 20 juli 1929, met ingang vanaf 1 april 1925, tot adjudant bij de Reichsführer-SS en tegelijk persoonlijk SS-adjudant van de "Führer" Adolf Hitler. Door het SA-Führerbefehlnr.: 6 van 18 december 1931 werd Hess tegelijk tot SS-Oberführer bevorderd. Deze bevordering werd in het SA-Führerbefehl nr.:1 „Neuaufstellung von SA und SS“ vom 1 juli 1932 bekendgemaakt. Als zodanig leidde Hess tussen 1929 en 31 oktober 1930 en tussen 31 oktober 1930 en 1 oktober 1932 de SS-Oberabschnitt „Süd“. Door het SA-Führerbefehl nr.:10 van 15 december 1932 met ingang van 5 december 1932 werd hij bevorderd tot SS-Gruppenführer. Op 1 juli 1933 werd met het SA-Führerbefehl nr.:15 van 1 juli 1933 tot SS-Obergruppenführer bevorderd. Echter, al in september 1933 verliet Hess de SS, maar kreeg in zijn hoedanigheid van "Stellvertreter des Führer" het recht om het uniform van een SS-Obergruppenführer te blijven dragen. Sinds Hess dit uniformrecht in 1933 werd verleend, verschijnen Himmler en Hess als nummers 1 en 2 in de ranggroep van "Obergruppenführer". |
| 1 juli 1935       | Reichsführer SS tot SS-Untersturmführer       | De Dienstaltersliste, die het gehele SS-officierenkorps omvatte; papierformaat: DIN A5. |
| 1 december 1936   | Reichsführer SS tot SS-Untersturmführer       | De Dienstaltersliste, die het gehele SS-officierenkorps omvatte; papierformaat: DIN A4. |
| 1 december 1937   | Reichsführer SS tot SS-Untersturmführer       | De Dienstaltersliste, die het gehele SS-officierenkorps omvatte; papierformaat: DIN A4. |
| 1 december 1938   | Reichsführer SS tot SS-Untersturmführer       | De Dienstaltersliste, die het gehele SS-officierenkorps omvatte, en de laatste uitgave was voor de Tweede Wereldoorlog; papierformaat: DIN A4. Op 15 juni 1939 volgde alleen een correctieboek. |
| 30 januari 1942   | Reichsführer SS tot SS-Standartenführer       | De eerste uitgave tijdens de Tweede Wereldoorlog van de Dienstaltersliste der SS, die nu alle de hogere SS-officierenkorps omvatte. Maar in deze uitgave werd alleen de laatste bereikte rang met bevorderingsdatum opgetekend. Daarnaast werd ook de behaalde "leidersrang" of officiersrang in de Waffen-SS, Wehrmacht en politie aangegeven. Papierformaat: DIN A4. |
| 20 april 1942     | Reichsführer SS tot SS-Standartenführer       | De tweede uitgave tijdens de Tweede Wereldoorlog van de Dienstaltersliste der SS, deze uitgave vulde die van januari aan. Vanaf dat moment werden de Dienstaltersliste altijd als tweedelige uitgave gepubliceerd, in het voorjaar verscheen Deel I, in de herfst verscheen Deel II, wat het middelste SS-officierenkorps omvatte. Papierformaat: DIN A4. |
| 1 oktober 1942    | SS-Obersturmbannführer tot SS-Sturmbannführer | Deel II van de Dienstaltersliste der SS; papierformaat: DIN A4. |
| 15 mei 1943       | Reichsführer SS tot SS-Standartenführer       | Deel I van de regulieren Dienstaltersliste der SS van 1943; papierformaat: DIN A4. |
| 1 oktober 1943    | SS-Obersturmbannführer tot SS-Sturmbannführer | Deel II van de Dienstaltersliste der SS van 1944; papierformaat: DIN A4. |
| 30 januari 1944   | Reichsführer SS tot SS-Standartenführer       | Deel I van de regulieren Dienstaltersliste van 1944; papierformaat: DIN A4. |
| 1 juli 1944       | SS-Obergruppenführer tot SS-Hauptsturmführer  | Een enkel exemplaar van de Waffen-SS ingevoegd, en alleen gerelateerd aan die leden; papierformaat: A4. In deze lijst werd Josef Dietrich handgeschreven als „Generaloberst Waffen-SS“ met de bevorderingsdatum van 20 april 1942 beschreven. In deze lijst werden ook de 22 Obergruppen-, 6 Gruppen- en 4 Brigadeführern in de SS-Hauptämtern en de politiefuncties met de overeenkomstige generaalsrang in de Waffen-SS en de politie aangegeven. Zo droeg de SS-Obergruppenführer in het Reichssicherheitshauptamt de rangonderscheidingstekens van een „SS-Obergruppenführer und General der Waffen-SS“, SS-Gruppenführer in het Hauptamt Ordnungspolizei de titel van een „SS-Gruppenführer und Generalleutnant der Polizei“. Bij de overeenkomstige Gruppe in de SS-Oberabschnitten en de SS-Abschnitten, werden de zogenaamde „Höhere SS- und Polizeiführer“ bzw. „SS- und Polizeiführer“, droegen deze bijvoorbeeld de titel „SS-Brigadeführer und Generalmajor der Waffen-SS und der Polizei“. |
| 1 oktober 1944    | SS-Obersturmbannführer tot SS-Sturmbannführer | Deel II van de regulieren Dienstaltersliste der SS van 1944; papierformaat: DIN A4. |
| 9 november 1944   | Reichsführer SS tot SS-Standartenführer       | Waarschijnlijk vervroegde deel I van de Dienstaltersliste der SS van 1945. Na de herdruk werden tot de jaarwisseling 1944/45 werden enkele aanvullingen aangebracht in de Dienstalterslisten der SS voorgenomen. Op 30 januari 1945 in het Personalveränderungsblatt der SS (vrije vertaling: Personeels wijzigingsblad van de SS) (11 jaargang, nr. 1) gepubliceerd werden. In deze werden elf bevorderingen bekend gemaakt (1 SS-Gruppenführer, 10 SS-Brigadeführer). papierformaat: DIN A4. |

## Betekenis van de SS-Dienstalterslisten voor de naoorlogse justitie en historisch onderzoek
Na het einde van de Tweede Wereldoorlog werd de Dienstalterslisten als hulpmiddel gebruikt bij de opsporingsonderzoeken in verband met de verwerking van het nationaalsocialistische tijdperk in het algemeen, en de vervolging van oorlogsmisdrijven door de Waffen-SS in het bijzonder. Aan de hand van de vermeldingen in de Dienstalterslisten konden de persoonsgegevens worden achterhaald van vermoedelijke nazi-oorlogsmisdadigers die hun lidmaatschap van de SS, waaronder de Waffen-SS, ontkenden. Bovendien maakten de lijsten het mogelijk om de loopbaan van mensen te reconstrueren of conclusies te trekken over hun betrokkenheid bij gebeurtenissen van hedendaags historisch belang op basis van opvallende bevorderingsgegevens. Het was daarom duidelijk dat de SS-leiders die kort na de Nacht van de Lange Messen of tot de poging tot het Complot van 20 juli 1944, bevorderd werden als beloning voor hun prestatie bij het onderdrukken van de staatsgreep.
In 1961 Simon Wiesenthal kenmerkte de Dienstalterslisten als "waardevolle" documenten in zijn pogingen om voormalige oorlogsmisdadigers als zodanig te identificeren.
In historisch onderzoek werden de lijsten traditioneel op een vergelijkbare manier gebruikt als hulpmiddel bij persoonsgebonden onderzoek of als basis voor het kwantificeren van uitspraken over de SS en haar structuur: Michael Wildt gebruikte het aantal mensen met een dienstpositie in de SD vermeld in de lengte van de dienstlijst om bijvoorbeeld de groei van het personeel in de Sicherheitsdienst van de SS tussen 1932 en 1944 te reconstrueren, terwijl Krauss het aandeel van de adel in het SS-leidingskorps berekende op basis van de personen met adellijke namen in de Dienstaltersliste.
In de individuele biografisch onderzoek werden de gegevens die gewoonlijk in de Dienstalterslisten, zoals de officiële positie, werden vermeld, gebruikt als een indicatie van waar (bijvoorbeeld bezit van een specifieke SS-afdeling of stadsarchief van de plaats van gebruik) verder materiaal op een specifieke persoon kan worden gezocht. Informatie zoals de NSDAP- of SS-lidmaatschapsnummers konden ook worden gebruikt om mensen met gewone namen in staat te stellen andere documenten die de relevante informatie bevatten duidelijk toe te wijzen aan de betreffende persoon in de ranglijst en op deze manier hele bestanden aan hen te kunnen toewijzen. Sommige Dienstalterslisten, zoals de SS-DAL's van december 1938 en januari 1940 en de Dienstaltersliste van de Waffen-SS, werden na de oorlog herdrukt voor onderzoeksdoeleinden.

## Herdrukken van de originelen
- (de)  Dienstaltersliste der Schutzstaffel der NSDAP (SS) bearb. von der SS-Personalkanzlei. Stand vom 1. Dezember 1938, mit Berichtigungsheft: Stand vom 15. Juni 1939. Unveränd. Nachdruck der Ausg. Berlin 1938 und 1939. Hrsg. von Brün Meyer (Bundesarchiv), Biblio-Verlag, Osnabrück 1996, ISBN 3-7648-2487-5.
- (de)  Dienstaltersliste der Waffen-SS. SS-Obergruppenführer bis SS-Hauptsturmführer. Stand vom 1. Juli 1944. Hrsg. von Brün Meyer (Bundesarchiv), Biblio-Verlag, Osnabrück 1987, ISBN 3-7648-1469-1.

## Afbeeldingen

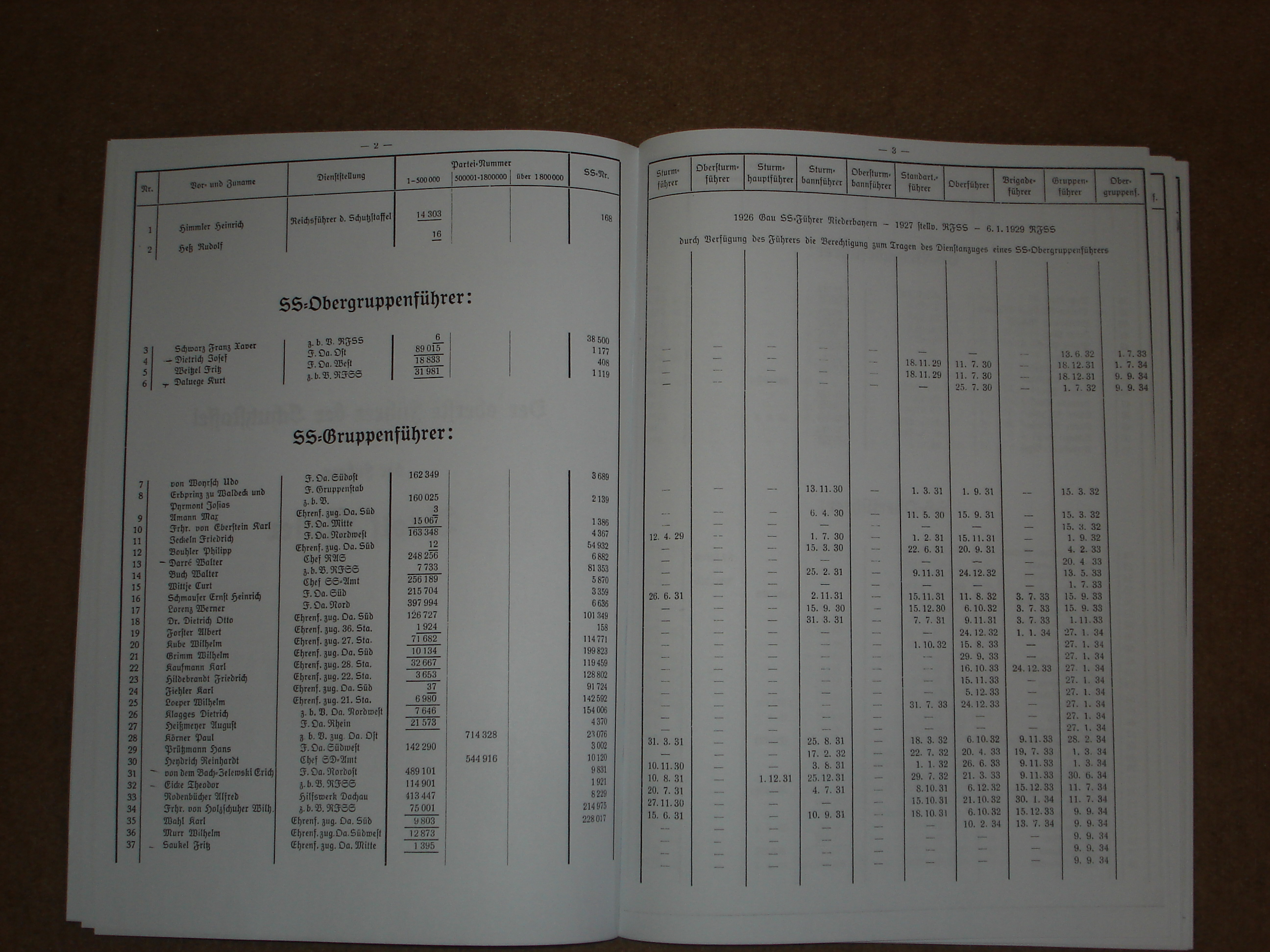
Pagina's 2-3 van de SS-DAL van 1934 (herdruk)
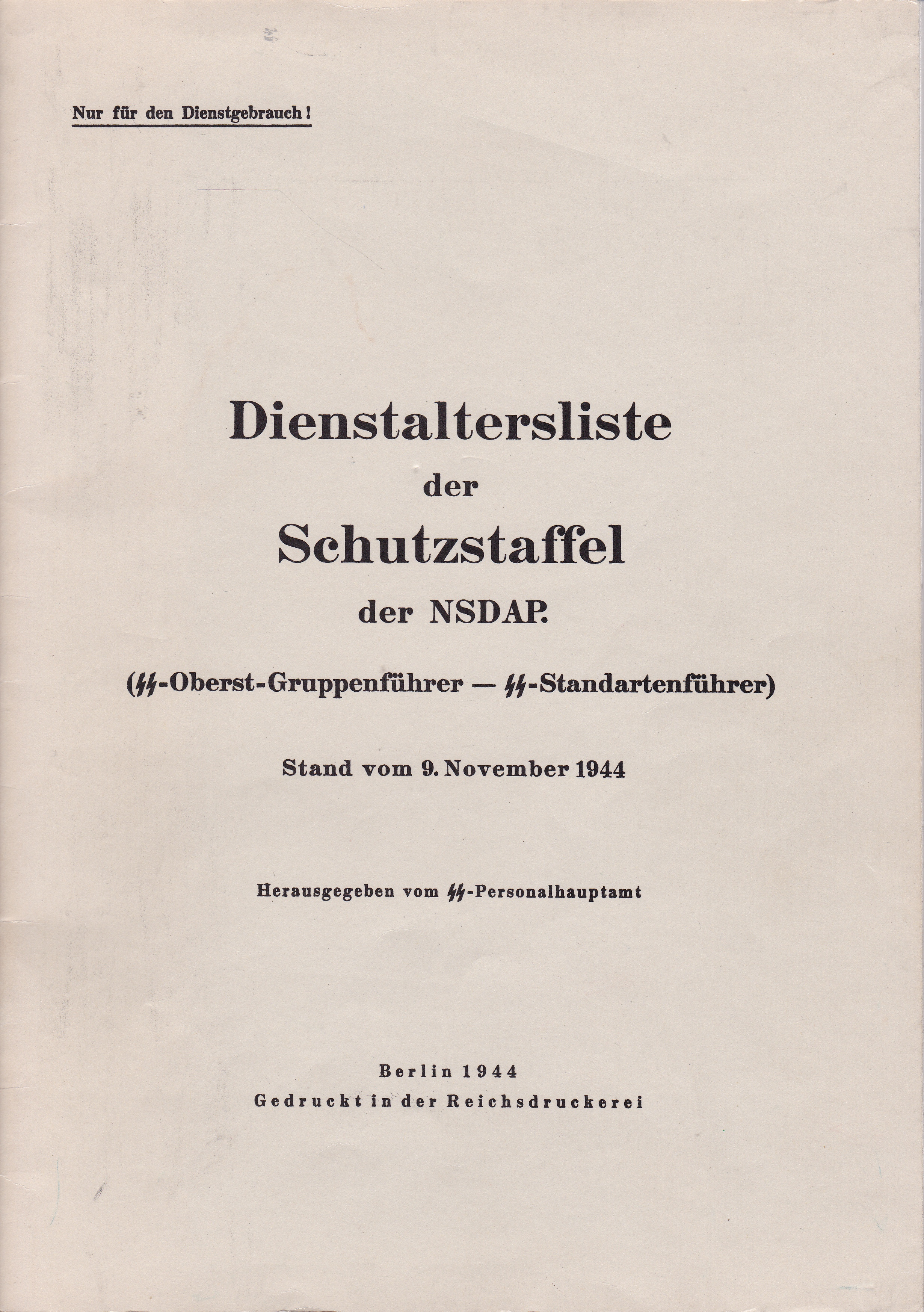
SS-DAL van 9 november 1944 (voorzijde)
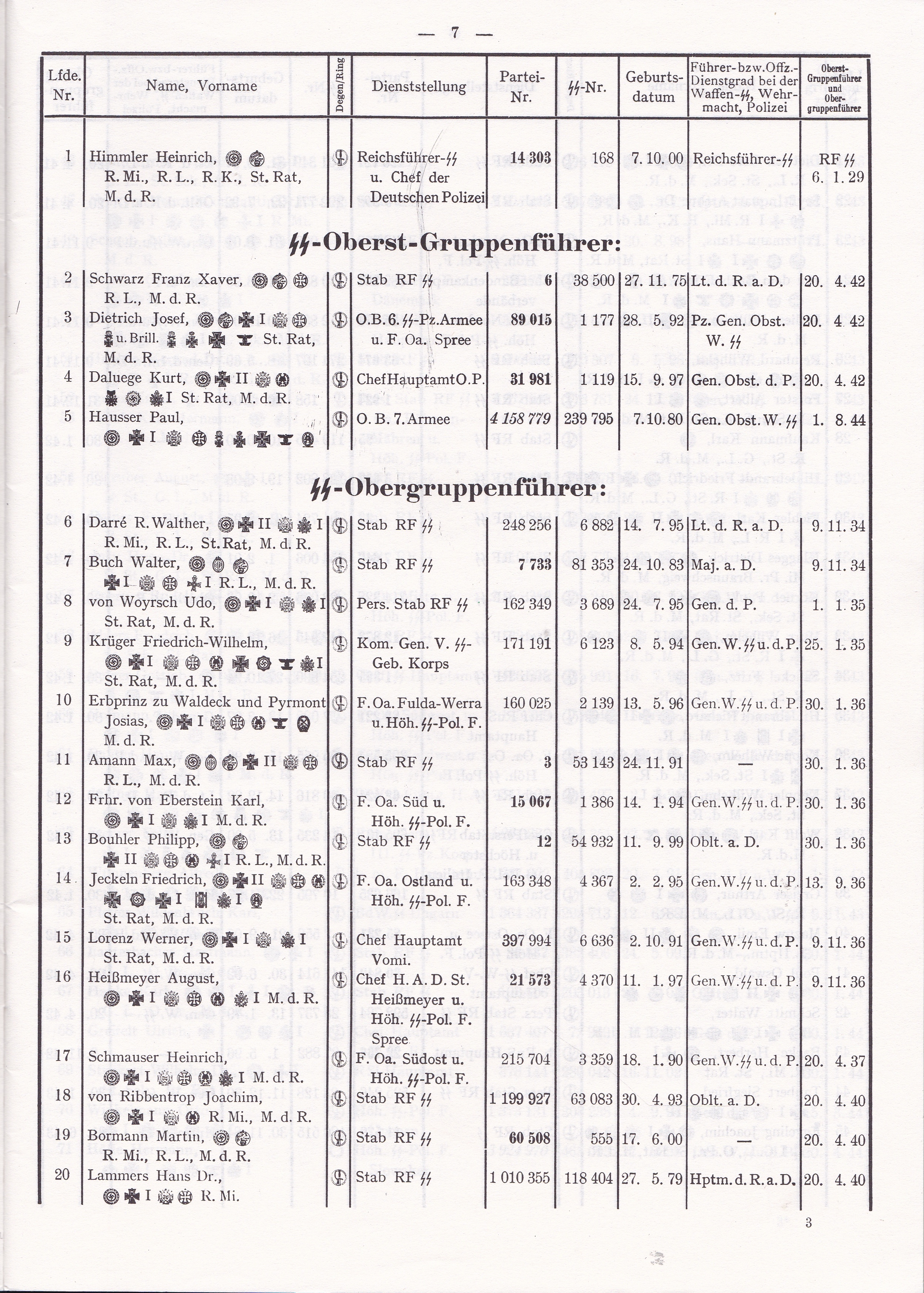
SS-DAL van 9 november 1944. Overzicht SS-Oberst-Gruppenführer tot SS-Obergruppenführer.
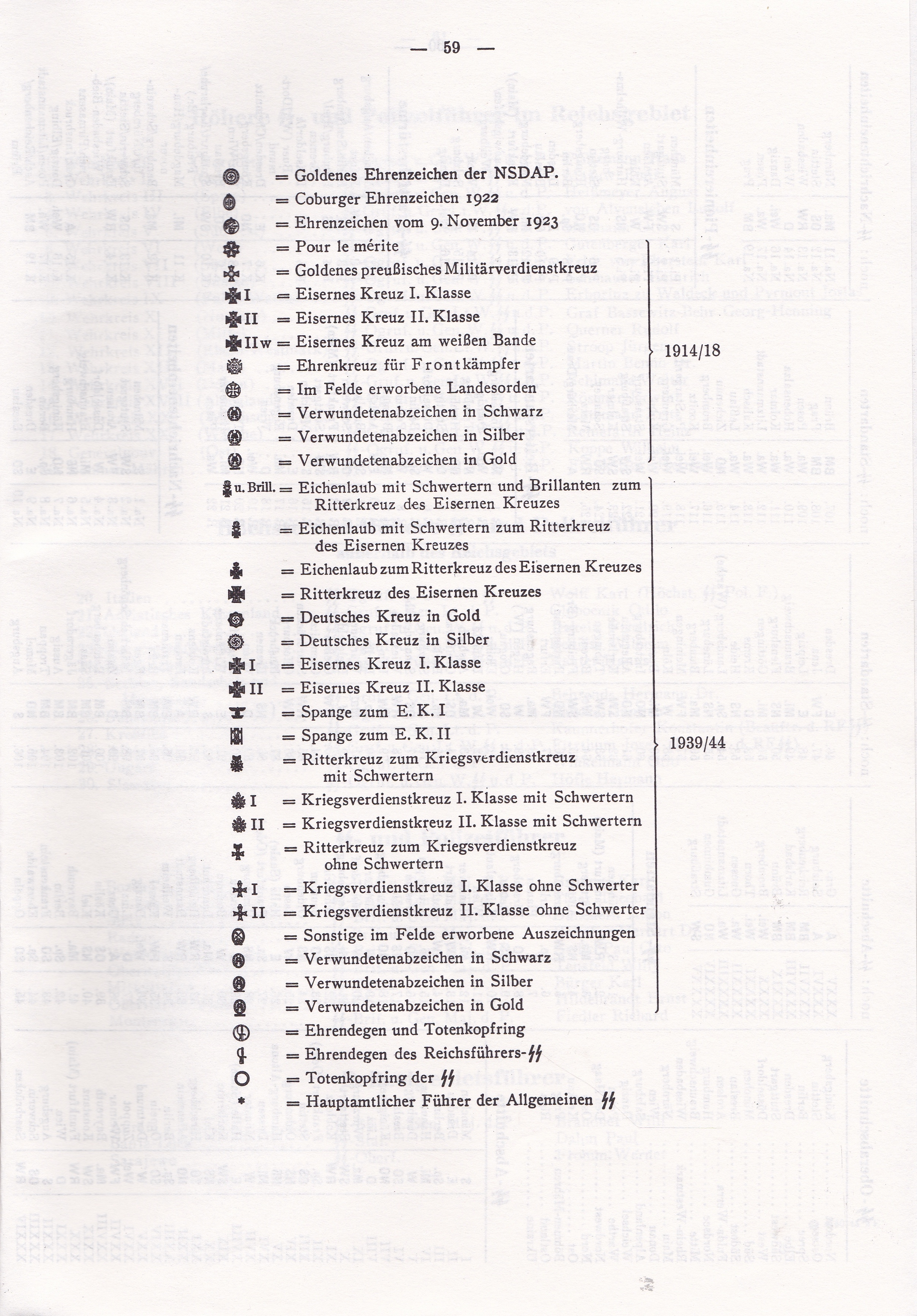
SS-DAL van 9 november 1944. Overzicht symbolen van "op het slagveld verdiende”, keizerlijke- en staatsmedailles vermeld.
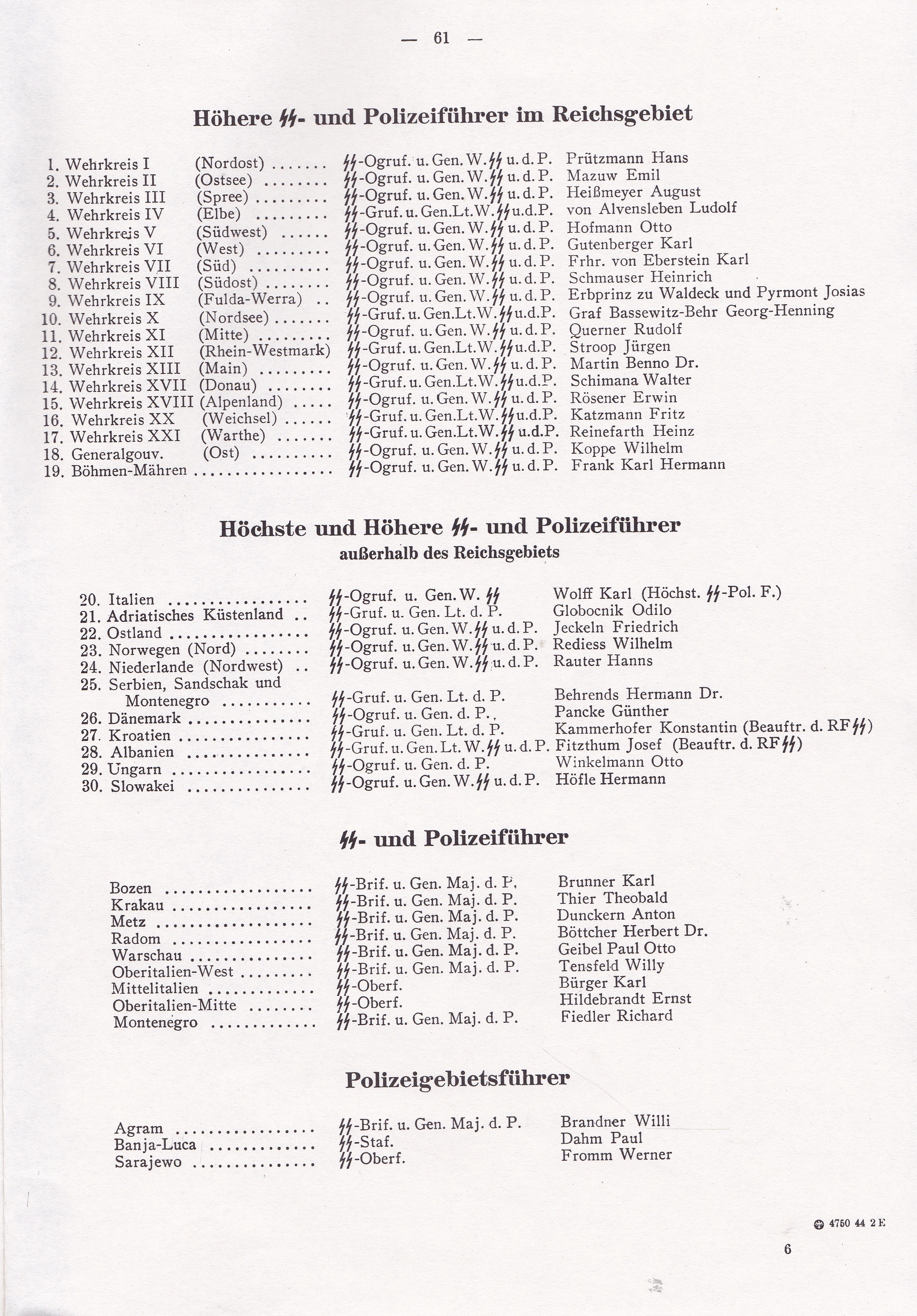
SS-DAL van 9 november 1944. Overzicht Hogere SS- en politieleiders en SS- en politieleiders.